# Helicobia stellata
Helicobia stellata är en tvåvingeart som först beskrevs av Wulp 1895.  Helicobia stellata ingår i släktet Helicobia och familjen köttflugor. Inga underarter finns listade i Catalogue of Life.